# گالئون

یک نبرد دریایی بین دو کشتی گالئون سمت چپ گالئون وار اسپانیاو سمت راست گالئون معمولی متعلق به هلند در سده ۱۷ میلادی.

گالئون (به اسپانیایی: Galeón) نام نوعی کشتی بادبانی بزرگ است که دارای سه یا چهار دکل می‌باشد. کشتی‌های گالئون در نیمه دوم سده شانزدهم و سده‌های هفدهم و هیجدهم به عنوان کشتی‌های جنگی یا بازرگانی مورد استفاده مستعمره‌گران اروپایی قرار داشتند.
امروزه واژه گالئون معمولاً برای اشاره به گالیون‌های اسپانیایی به‌کار می‌رود که از بر جدید، طلا و نقره به اسپانیا می‌بردند، اما در اصل بیشتر کشتی‌های اروپایی سده هفدهم و هیجدهم، از نوع گالئون بودند.

## نحوه ساخت
در ساخت گالئون معمولاً از چوب بلوط برای حمال کشتی و از چوب کاج برای دکل و از چوب درختان پهن‌برگ مختلف برای بدنه و کف استفاده می‌شد. هزینه‌های درگیر در ساخت و ساز کشتی‌های گالئون بودند. صدها نفر از متخصصین کشتی‌سازی، از جمله آهنگران، نجارهای کشتی، مجسمه‌تراش‌ها، شیشه‌کاران، بادبان‌سازها و ... در ساخت  گالئون مشارکت عمده داشتند.

## انواع گالئون

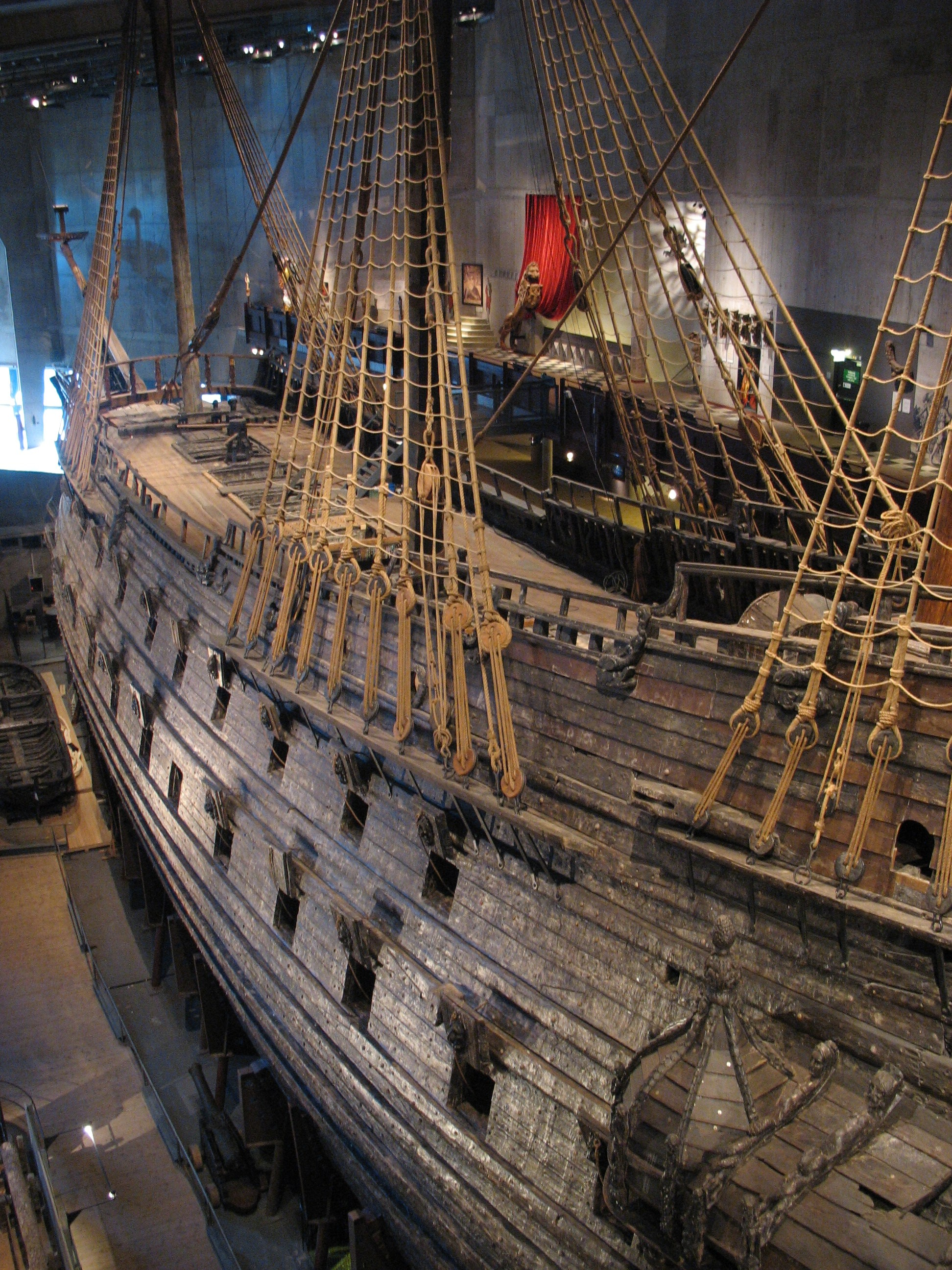
گالئون جنگی واسا متعلق به نیروی دریایی سوئد در تاریخ ۱۰ اوت ۱۶۲۸ غرق شد، اما ۳۳۳ سال بعد، از اعماق دریا بیرون کشیده و مرمت شد. اکنون گالئون واسا در موزه‌ای در استکهلم قرار دارد.

کشتی‌هایی که در زمان کریستوف کلمب به کار می‌رفتند معمولاً از نوع گالیون، کاراک، یا از نوع کاراول بوده‌اند. دو نوع اولی کشتی‌های بادبانی بزرگی بودند که قدرت کشش بسیار داشتند و عموماً می‌توانستند تا ۱۶۰۰ چلیک بار و ۱۲۰۰ عمله و مسافر و ۲۰۰ توپ حمل کنند و حال آنکه نوع سومی کوچک و قدرت صد تا ۲۰۰ بشکه بار را داشته‌است.
در سال ۱۶۳۸ لویی سیزدهم پادشاه فرانسه کشتی تاج (کورون) را به آب انداخت و آن کشتی بزرگی از نوع کاراک بود که ۷۰ متر طول و ۱۵ متر عرض داشت و ۷۲ توپ حمل می‌کرد و مساحت مجموعه بادبان‌های آن بیش از پانزده هزار متر مربع بود.